# غبردينة
الغَبَرْدِينة ثوب طويل فضفاض أو معطف فضفاض بأكمام واسعة، ارتداه الرجال في أواخر العصور الوسطى وحتى القرن السادس عشر.